# Marcy-l’Étoile
Marcy-l’Étoile település Franciaországban, Métropole de Lyon különleges státuszú nagyvárosban (métropole: nagyjából „megyei jogú város”). Lakosainak száma 3711 fő (2022. január 1.). Marcy-l’Étoile La Tour-de-Salvagny, Sainte-Consorce, Tassin-la-Demi-Lune, Charbonnières-les-Bains és Lentilly községekkel határos.

## Népesség
A település népességének változása:
| Lakosok száma | 3598 | 3789 | 3796 | 3657 | 3603 | 3549 | 3495 | 3644 | 3711 |
|               | 2013 | 2015 | 2016 | 2017 | 2018 | 2019 | 2020 | 2021 | 2022 |